# 巴爾杜奇察湖
巴爾杜奇察湖（白俄羅斯語：Балдучыца）是白俄羅斯的湖泊，位於波斯塔維西南32公里，由維捷布斯克州負責管轄，長0.19公里、寬0.09公里，面積0.05平方公里，湖岸線長度0.9公里。